# جنگ آمریکا و مکزیک

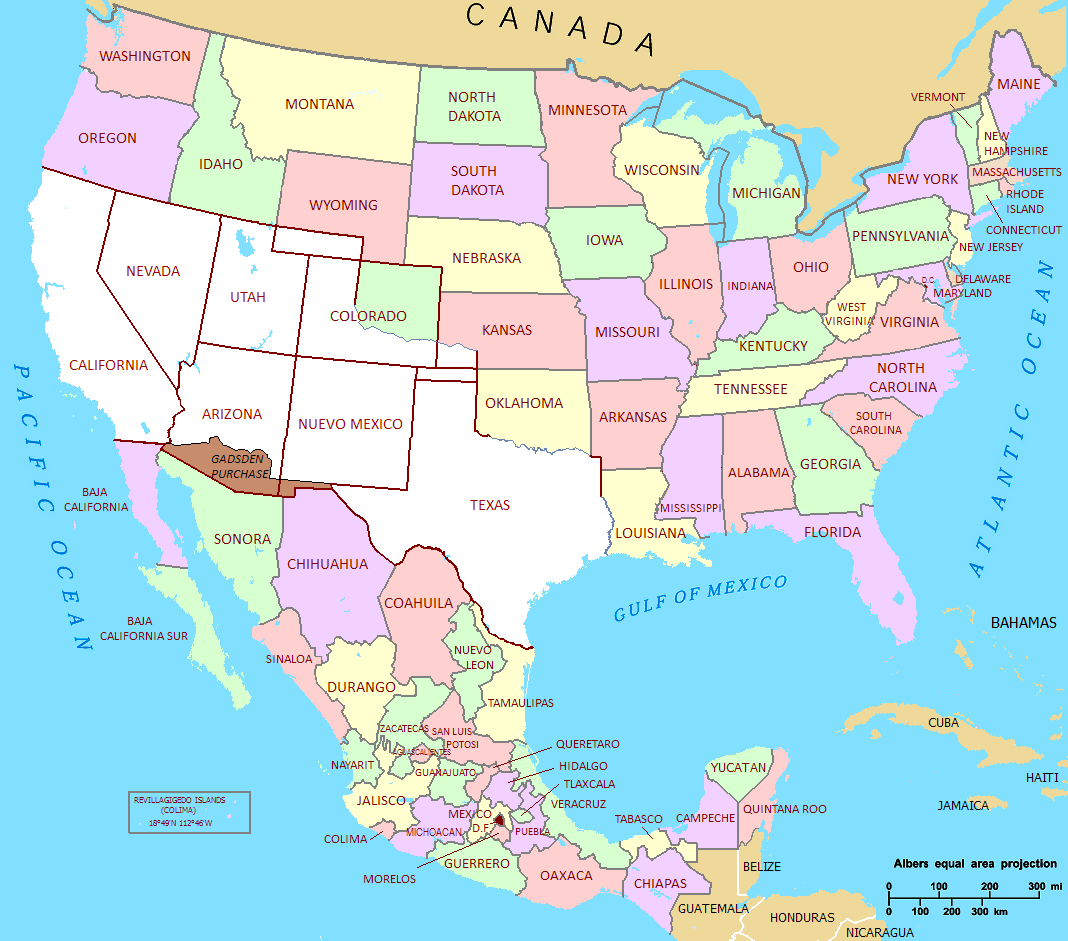
ایالت‌های پیوست شده به کشور آمریکا در غرب این کشور

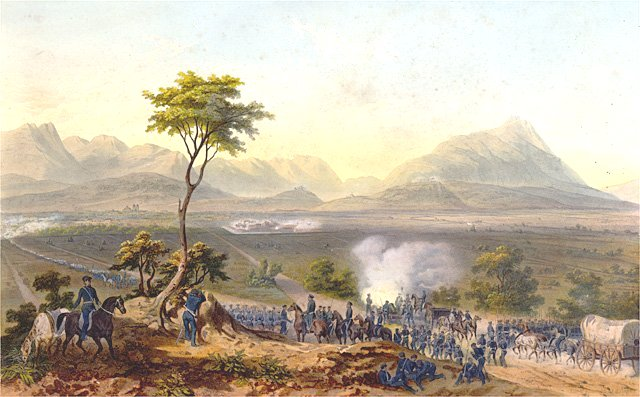
یک نقاشی از صحنه ورود نیروهای آمریکا به منطقه مونتری در جریان جنگ مکزیک

جنگ آمریکا و مکزیک درگیری مسلحانه بین ایالات متحده و مکزیک در سال‌های ۱۸۴۶ تا ۱۸۴۸ بود که پس از پیوست تگزاس به ایالات متحده در ۱۸۴۵ اتفاق افتاد، زیرا دولت مکزیک معاهده ولاسکو را؛ که توسط ژنرال آنتونیو لوپز دو سانتا آنا در هنگام اسارت توسط ارتش تگزاس در هنگام انقلاب تگزاس در ۱۸۳۶ امضا شده بود، به رسمیت نمی‌شناخت. دولت تگزاس به صورت دفاکتو یک کشور مستقل بود اما بیشتر شهروندانش آرزوی الحاق به ایالات متحده را داشتند. سیاستمداران داخلی ایالات متحده مانع الحاق تگزاس بودند چون آن را یک ایالت مبتنی بر برده‌داری می‌دانستند که توازن قدرت میان ایالات آزاد شمالی و ایالات جنوبی مبتنی بر برده‌داری را به هم می‌زد. در انتخابات ریاست جمهوری ۱۸۴۴ جیمز پولک دمکرات با ایدهٔ گسترش قلمرو آمریکا به اورگن و تگزاس انتخاب شد. پولک خواهان گسترش قلمرو کشور خواه با روش‌های صلح آمیز و خواه با روش‌های مسلحانه بود و با الحاق تگزاس در ۱۸۴۵ آن هدف را به صورت مسالمت آمیز به پیش برد. این کار برای مکزیک تحریک آمیز بود اما پولک در حرکتی پیشدستانه سربازان ارتش آمریکا را به منطقه فرستاد، او همچنین هیئتی دیپلماتیک را به مکزیک فرستاد و سعی داشت تا در مورد خرید آن قلمرو مذاکره کند. حضور سربازان آمریکایی عملی تحریک آمیز بود و طراحی شده بود تا مکزیک را برای شروع مناقشه تطمیع کند و با انداختن مسئولیت شروع جنگ بر گردن مکزیک به پولک اجازه دهد تا در مورد لزوم اعلان جنگ با کنگره وارد بحث شود. نیروهای مکزیک به نیروهای آمریکایی حمله کردند و کنگره آمریکا اعلان جنگ داد.
فراتر از منطقه مورد مناقشه تگزاس، نیروهای ایالات متحده به سرعت پایتخت منطقه سانتافه دو نوئوو مکزیکو را در بالای ریو گرانده، که از طریق مسیر سانتافه بین میسوری و نیومکزیکو با ایالات متحده روابط تجاری داشت، اشغال کردند. نیروهای آمریکایی همچنین به سمت استان آلتا کالیفرنیا حرکت کردند و از آنجا به سمت جنوب حرکت کردند. اسکادران اقیانوس آرام نیروی دریایی ایالات متحده سواحل اقیانوس آرام را در جنوب، جنوب قلمرو باجای کالیفرنیا محاصره کرد. دولت مکزیک در این مقطع از تحت فشار قرار گرفتن برای امضای پیمان صلح امتناع ورزید و حمله ایالات متحده به سرزمین اصلی مکزیک در زمان سرلشکر وینفیلد اسکات و تصرف آن در پایتخت مکزیکوسیتی را به عنوان یک استراتژی برای تحمیل مذاکرات صلح در نظر گرفت. اگرچه مکزیک در میدان نبرد شکست خورد، اما از نظر سیاسی مذاکره دولت برای معاهده همچنان یک مسئله ناراحت‌کننده باقی ماند و برخی از جناح‌ها از بررسی به رسمیت شناختن هرگونه از دست دادن سرزمینی خودداری می‌کردند. اگرچه پولک رسماً نماینده صلح خود، نیکلاس تریست، را از سمت خود به عنوان مذاکره کننده برکنار کرد، اما تریست این دستور را نادیده گرفت و معاهده گوادالوپه هیدالگو در سال ۱۸۴۸ را با موفقیت منعقد کرد. این جنگ پایان یافت و مکزیک، واگذاری مکزیک را به رسمیت شناخت؛ مناطقی که بخشی از مناطق مورد مناقشه تگزاس نبودند اما توسط ارتش ایالات متحده فتح شده بود. این مناطق شمالی آلتا کالیفرنیا و سانتافه دو نوئو مکزیکو بودند. ایالات متحده با پرداخت ۱۵ میلیون دلار برای خسارت فیزیکی جنگ موافقت کرد و ۳٫۲۵ میلیون دلار بدهی دولت مکزیک به شهروندان آمریکایی را به عهده گرفت. مکزیک از دست دادن ایالت تگزاس را پذیرفت و ریو گرانده را به عنوان مرز شمالی خود با ایالات متحده قبول کرد.
پولک گمان می‌کرد که پیروزی و گسترش قلمرو باعث افزایش حس میهن‌پرستی در برخی بخش‌های ایالات متحده خواهد شد اما جنگ و معاهده باعث به‌وجود آمدن انتقاداتی آتشین بابت تلفات، هزینه‌های مالی و ناشی‌گری‌ها شد. خصوصاً در اوایل کار سؤال از چگونگی نحوه برخورد با متصرفات جدید بحث بر سر برده داری در ایالات متحده را شعله‌ور کرد. اگرچه مصوبه ویلموت پروویسو که صراحتاً گسترش برده داری به قلمروهای تازه تسخیر شده از مکزیک را منع می‌کرد توسط کنگره تصویب نشد، اما بحث‌ها در مورد آن باعث افزایش تنش‌های منطقه‌ای شد. بسیاری از تاریخدانان جنگ آمریکا و مکزیک را زمینه‌ساز جنگ داخلی آمریکا می‌دانند چون افسران بسیاری در وست پوینت تعلیم دیدند و در رهبری هردو طرف نقش برجسته‌ای ایفا کردند.
در مکزیک، جنگ آشفتگی سیاسی داخلی را بدتر کرد. از زمان جنگ در داخل کشور، مکزیک متحمل خسارت‌های جانی زیادی در میان سربازان و مردم غیرنظامی خود شده بود. بنیان‌های مالی کشور تضعیف شده، قلمرو از دست رفته و اعتبار ملی آن را در شرایطی قرار گرفت که مکزیکی‌های برجسته آن را چنین بیان کردند: «وضعیت تحقیر و ویرانی… [در مورد] منشأ واقعی جنگ، کافی است بگوییم که جاه‌طلبی سیری ناپذیر ایالات متحده و ضعف ما، باعث آن شد.»

## نام
این جنگ، در آمریکا «جنگ مکزیک» (به انگلیسی: Mexican War) یا «جنگ مکزیک و آمریکا» (Mexican-American War) نام گرفته است. در مکزیک به آن «جنگ ایالات متحده علیه مکزیک» (به اسپانیایی: Guerra de Estados Unidos a Mexico)، «دخالت آمریکای شمالی در مکزیک» یا «اشغال مکزیک به دست آمریکا» و «جنگ ۴۷» (Guerra de ۱۸۴۷) گفته‌اند.

## پیشینه

جمهوری تگزاس: خطوط کلی امروزی تک تک ایالت های ایالات متحده بر روی مرزهای ۱۸۳۶-۱۸۴۵

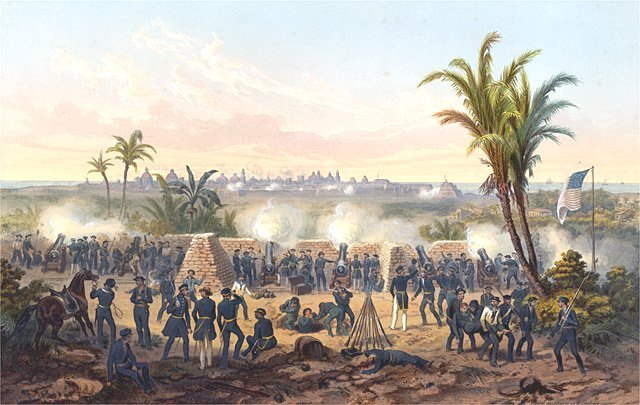
بمباران وراکروز

در سال ۱۸۲۳ مکزیک از اسپانیا مستقل گردید
و بلافاصله پس از این رویداد مهاجرت آمریکائیان به مناطق خالی از سکنه تگزاس آغاز گردید. در طول ۱۲ سال، جمعیت آمریکایی‌ها در تگزاس رشد پیدا کرد و به تدریج اهرم‌های قدرت اقتصادی را در دست گرفتند. در سال ۱۸۳۰، آمریکاییان بیشترین جمعیت تگزاس را تشکیل می‌دادند به‌طوری که نسبت جمعیت آمریکاییان به مکزیکی‌ها ۶ به ۱ بود.
در سال ۱۸۳۵ جمهوری تگزاس با کمک‌های آمریکایی‌هایی که از سیاست‌های دولت مرکزی مکزیک ناراضی بودند، اعلام استقلال کرد. اهالی تگزاس از به خدمت گرفته شدن مجرمین قضایی به عنوان سربازان ارتش مکزیک در تگزاس بسیار ناراضی بودند. همچنین سیاست‌های دولت مرکزی مکزیک همانند اجباری نمودن فرقه کاتولیسیسم در تگزاس بسیار موجب ناخرسندی عمومی بود.
اما استقلال تگزاس ۱۰ سال بیشتر دوام نیاورد و در چهارم ژوئیه ۱۸۴۵ مجلس تگزاس، الحاق به آمریکا را تصویب کرد و همچنین با تصویب کنگره ایالات متحده آمریکا، در تاریخ ۱۳ مه ۱۸۴۶ این کشور به مکزیک اعلان جنگ نمود. بدینسان جنگ میان دوکشور آمریکا و مکزیک در آن تاریخ آغاز و در فوریه سال ۱۸۴۸ به پایان رسید. نیروهای آمریکایی در ۱۷ سپتامبر ۱۸۴۷ مکزیکو سیتی را به تصرف خود درآوردند و چند ماه بعد معاهده گوادالوپ هیدالگو میان دو کشور به امضا رسید.
بر اساس این معاهده مکزیک نیمی از خاک خود را از دست داد. این سرزمین عبارت بود از: سرتاسر تگزاس، تمام کالیفرنیا، همه نوادا و یوتا و بخشی از نیو مکزیکو، آریزونا، کلرادو و وایومینگ. ایالات متحده آمریکا هم در عوض مبلغ ۱۸ میلیون دلار اعتبار برای دولت مکزیک در نظر گرفت، و ۳ میلیون دلار بدهی آنان را بخشید. مکزیک با اینحال پیشتر در ۱۸۴۵، پیشنهاد ۳۰ میلیون دلاری آمریکا (به همراه بخشش ۴٫۵ میلیون دلاری بدهی مکزیک به‌خاطر خسارات وارده به آمریکا در جریان استقلال مکزیک از اسپانیا) برای خرید سرزمین‌های مورد اختلاف را رد کرده بود.

## توسعه طلبی (آمریکا)
خرید لوئیزیانا توسط ایالات متحده در سال 1803 منجر به مرز نامشخصی بین سرزمین‌های استعماری اسپانیا و ایالات متحده شد. فلوریدا و تثبیت ادعاهای ایالات متحده بالای 42 به موازات آن، در حالی که اسپانیا به دنبال محدود کردن گسترش ایالات متحده در جنوب غربی آمریکا بود. ایالات متحده از سال 1825 به دنبال خرید سرزمینی از مکزیک بود تا برخی از این مسائل را حل کند. اندرو جکسون، رئیس جمهور ایالات متحده، تلاش مستمری برای تصاحب قلمرو شمال مکزیک انجام داد، اما موفقیتی نداشت.
پیتر گواردینو، مورخ، بیان می‌کند که در جنگ "بزرگترین مزیتی که ایالات متحده داشت رونق آن بود." با انقلاب صنعتی در سراسر اقیانوس اطلس افزایش تقاضا برای پنبه برای کارخانه های نساجی، بازار خارجی بزرگی برای پنبه تولید شده توسط نیروی کار برده آفریقایی-آمریکایی در ایالات جنوبی وجود داشت. این تقاضا به گسترش به شمال مکزیک کمک کرد. اگرچه درگیری‌های سیاسی در ایالات متحده وجود داشت، اما عمدتاً توسط چارچوب قانون اساسی مهار شد و منجر به انقلاب یا شورش در سال 1846 نشد، بلکه به دلیل درگیری‌های سیاسی مقطعی بود. شمالی ها در ایالات متحده به دنبال توسعه منابع موجود کشور و گسترش بخش صنعتی بدون گسترش قلمرو کشور بودند. توازن موجود منافع بخشی با گسترش برده داری به قلمرو جدید مختل می شود. حزب دموکرات، که رئیس جمهور پولک به آن تعلق داشت، به طور خاص از توسعه حمایت کرد.

## طرح های خارجی در کالیفرنیا
در طول دوران استعمار اسپانیا، کالیفرنیاها (یعنی شبه جزیره باخا کالیفرنیا و آلتا کالیفرنیا) به طور پراکنده ساکن شدند. پس از استقلال مکزیک، این کشور ماموریت ها را تعطیل کرد و حضور نظامی خود را کاهش داد. در سال 1842، وزیر ایالات متحده در مکزیک، وادی تامپسون جونیور، پیشنهاد کرد که مکزیک ممکن است مایل باشد آلتا کالیفرنیا را برای تسویه بدهی ها به ایالات متحده واگذار کند و گفت: "در مورد تگزاس، من آن را در مقایسه با کالیفرنیا، ارزش بسیار کمی می دانم. ثروتمندترین، زیباترین و سالم ترین کشور جهان... با تصاحب کالیفرنیای علیا، ما باید همان صعود را در اقیانوس آرام داشته باشیم... فرانسه و انگلیس هر دو به آن چشم دوخته اند."
دولت جان تایلر، رئیس جمهور ایالات متحده، یک پیمان سه جانبه را برای حل و فصل اختلافات مرزی اورگان و واگذاری بندر سانفرانسیسکو از مکزیک پیشنهاد کرد. لرد آبردین از شرکت در آن خودداری کرد اما گفت که بریتانیا هیچ مخالفتی با تصاحب ارضی ایالات متحده در آنجا ندارد. وزیر بریتانیایی در مکزیک، ریچارد پاکنهام، در سال 1841 به لرد پالمرستون نوشت که "برای ایجاد یک جمعیت انگلیسی در قلمرو باشکوه کالیفرنیای علیا" تاکید کرد و گفت: "هیچ بخشی از جهان مزایای طبیعی بیشتری برای ایجاد مستعمره انگلیسی ارائه نمی دهد. ... به هر حال مطلوب است ... که کالیفرنیا، زمانی که دیگر متعلق به مکزیک نیست، نباید به دست هیچ قدرتی جز انگلیس بیفتد ... دلایلی وجود دارد که باور کنیم جسارت و دلالان ماجراجو در ایالات متحده قبلاً افکار خود را به این سمت معطوف کرده اند." با این حال، زمانی که نامه به لندن رسید، دولت محافظه کار سر رابرت پیل، با سیاست انگلستان کوچک خود، به قدرت رسیده بود و این پیشنهاد را به عنوان گران قیمت و منبع احتمالی درگیری رد کرد.